# Pentax K-5 II
Las cámaras Pentax K-5 II y Pentax K-5 IIs son cámaras réflex digitales empezadas a comercializar en septiembre de 2012. Ambas cámaras son idénticas con la diferencia de que el modelo IIs carece de Filtro antialiasing.
El modelo es una evolución de la Pentax K-5 con la que comparte cuerpo y resolución ( 16 MP) pero actualizando el sistema de autoenfoque y la pantalla LCD.

## Características
Las características principales son:
- Sensor APS-C CMOS de 16mpx. (sin Filtro Anti-Aliasing en la versión IIs, lo que favorece una mayor resolución efectiva a costo de un mayor riesgo de aparición de moaré).
- Ráfaga de 7 fotos por segundo.
- Visor óptico (réflex) con cobertura del 100% y magnificación de.92x.
- Cuerpo sellado, resistente al polvo y agua (lluvia y humedad, no sumergible).
- Gran resistencia a temperaturas mínimas (-10 °C).
- Paneles del cuerpo fabricados en magnesio y chasis interno de acero inoxidable.
- LCD de 920.000 píxeles de resolución, protegido en vidrio que permite una mejor visión en condiciones de alta intensidad lumínica.
- LCD superior para notificación de datos esenciales (diafragma, velocidad, iso, batería, etc.)
- Nuevo módulo de autofoco SAFOX X.
- Sistema de estabilización de imagen en el cuerpo.
- Mecanismo ultrasónico de limpieza de polvo.
- Duración de batería: 980 disparos (CIPA)
- Grabación de video en Full HD a 25fps.
- 7.mo puesto en el ranking general de cámaras de sensor APS-C de DXOMARK.[2]
- 2.do puesto en el ranking de rango dinámico en cámaras de sensor APS-C.[3] Solo superada por la Nikon D7200 presentada en marzo de 2015 (2 años y medio después de las K5ii y iis).